# 青山幸高
青山 幸高（あおやま よしたか）は、江戸時代前期の旗本。幸隆とも伝わる。

## 生涯
寛永9年（1632年）、摂津国尼崎藩初代藩主（当時は遠江国掛川藩主）青山幸成の四男として誕生した。父・幸成は寛永20年（1643年）に死去する前に次男・幸通、三男・幸正、四男・幸高にそれぞれ3000石、2000石、1000石を分与して青山三分家を創設し、2月16日に死去した。同年6月7日、幸高は摂津国武庫郡・川辺郡内1000石を分知され、別家を創設した。
慶安3年（1650年）9月4日、小姓組番士となる。貞享3年（1686年）8月6日、走水奉行に任ぜられる。元禄9年（1696年）2月21日、走水奉行が廃止されると、寄合に列した。元禄14年（1701年）7月5日、家督を息子の幸遐に譲り、隠居料として米300俵を賜る。長男・幸遐には700石、次男・幸度には300石を分与した。
宝永3年（1706年）9月14日に死去。享年75。

## 系譜
- 父：青山幸成（1586年 - 1643年）
- 母：不詳
- 室：天方倶通娘
- 子女
  - 長男：青山幸遐
  - 次男：青山幸度
  - 三男：圓廓（幽滴） - 徳本寺住職
  - 四男：天方成展 - 天方至通の養子
  - 女子：荒木政羽室
  - 五男：青山幸覃 - 青山秘成の養子